# Luanzhou
Luanzhou (滦州市,  Luánzhōu Shì) ist eine kreisfreie Stadt im Nordosten der Volksrepublik China. Sie gehört zum Gebiet der bezirksfreien Stadt Tangshan in der Provinz Hebei. Sie verwaltet ein Territorium von 1027 km² und hatte am Jahresende 2016 eine Gesamtbevölkerung von 573.408 Personen. Die Bevölkerungszählung des Jahres 2000 hatte für den damaligen Kreis Luan (滦县) eine Gesamtbevölkerung von 536.151 Personen in 158.409 Haushalten ergeben, davon 274.476 Männer und 261.675 Frauen.

## Geographie
Luanzhou liegt im Osten der Provinz Hebei, an den südlichen Ausläufern des Yan-Gebirges und der westlichen Seite des Flusses Luan He. Das Relief ist leicht bergig bis hügelig im Norden und eben im Zentrum und Süden.
Von den 102.721 Hektar Fläche sind 79.734 Hektar landwirtschaftliche Nutzfläche, davon wiederum 56.275 Hektar Ackerland, und 19.562 Hektar sind Siedlungsfläche.

## Administrative Gliederung
Die kreisfreie Stadt Luanzhou entstand durch Umwandlung des Kreises Luan (滦县), wozu der Staatsrat am 2. Juli 2018 seine Zustimmung gegeben hat. Luanzhou besteht per Ende 2018 auf Gemeindeebene aus vier Straßenvierteln und zehn Großgemeinden. Dies sind:
- Straßenviertel Luanhe (滦河街道), Gucheng (古城街道), Luanchenglu (滦城路街道), Xiangtang (响堂街道)
- Großgemeinden Dong’angezhuang (东安各庄镇), Leizhuang (雷庄镇), Ciyutuo (茨榆坨镇), Zhenzi (榛子镇), Yangliuzhuang (杨柳庄镇), Youzha (油榨镇), Guma (古马镇), Xiaomazhuang (小马庄镇), Jiubaihu (九百户镇), Wangdianzi (王店子镇)[4]

Der Sitz der Regierung von Luanzhou befindet sich im Straßenviertel Luanhe.